# Dicodonium adriaticum
Dicodonium adriaticum är en nässeldjursart som beskrevs av Graeffe 1884. Dicodonium adriaticum ingår i släktet Dicodonium och familjen Corynidae. Inga underarter finns listade i Catalogue of Life.